# Championnat de France de basket-ball de deuxième division 1995-1996
Navigation
Saison précédente Saison suivante
Le championnat de Pro B de basket-ball est le deuxième plus haut niveau du championnat de France masculin de basket-ball. Seize clubs participent à la compétition. 
À la fin de la saison régulière, les équipes classées de 1 à 8 sont automatiquement qualifiées pour les quarts de finale des playoffs. Le vainqueur de ces play-offs est Champion de Pro B. 
Les équipes classées 15e et 16e de Pro B à l'issue de la saison régulière du championnat, descendent en Nationale masculine 2. Elles seront remplacées par les deux clubs leaders de cette même division à la condition, bien sûr, qu'elles satisfassent aux règles du contrôles de la gestion financière et aux conditions du cahier des charges imposé aux clubs de Pro B. Sinon le 15e voire le 16e peuvent être repêchés si un ou les deux clubs de Nationale masculine 2 ne remplissent pas ces conditions.
Cette saison fut marquée par la domination des clubs de l'Élan Chalon et de Hyères-Toulon. Pendant les play-offs Toulouse (qui a fini cinquième de la saison régulière) sortit dès les quarts de finale Tours (4e) en 2 manches. Puis sort le premier de la saison régulière (Chalon-sur-Saône) en deux manches aussi. Toulouse gagna en finale contre Roanne et décrocha son titre de Champion de France de Pro B. La Rochelle fut mis en dépôt de bilan avant la fin du championnat. Le championnat finit à 15 clubs. Comme il n'y a pas eu de descente de Pro A et une seule montée dans l'élite, aucun clubs à la fin du championnat est relégué en Nationale 2.

## Clubs participants
| Clubs            | Salles (Capacités)                                                      | Villes               |
| ---------------- | ----------------------------------------------------------------------- | -------------------- |
| Angers BC        | Salle Jean Bouin (3 700 places)                                         | Angers               |
| Brest            | Salle Marcel-Cerdan (2 000 places)                                      | Brest                |
| Caen             | Palais des sports (3 000 places)                                        | Caen                 |
| ESPE Châlons     | Palais des sports Pierre-de-Coubertin (2 781 places)                    | Châlons-en-Champagne |
| Chalon-sur-Saône | Maison des sports (2 200 places)                                        | Chalon-sur-Saône     |
| Hyères Toulon    | Espace 3000 (2 500 places)                                              | Hyères               |
| La Rochelle      | Salle Gaston Neveur (1 994 places)                                      | La Rochelle          |
| Le Havre         | Gymnase Gabriel Beauville (1 000 places)                                | Le Havre             |
| Maurienne        | Gymnase du collège (1 200 places)                                       | Aiguebelle           |
| Nantes           | Palais des sports de Beaulieu (4 894 places)                            | Nantes               |
| Poissy Chatou    | Complexe Marcel Cerdan (2 200 places) et Gymnase Paul Bert (900 places) | Poissy et Chatou     |
| Roanne           | Halle André-Vacheresse (3 085 places)                                   | Roanne               |
| Saint-Brieuc     | Salle Steredenn (3 058 places)                                          | Saint-Brieuc         |
| Toulouse         | Gymnase Compans-Caffarelli (3 000 places)                               | Toulouse             |
| Tours            | Palais des sports (4 000 places)                                        | Tours                |
| Vichy            | Palais des Sports Pierre Coulon (3 300 places)                          | Vichy                |

En italique : Club n'ayant pas fini la saison.